# 格魯默澤什蒂鄉
47°2′N 26°26′E / 47.033°N 26.433°E
格魯默澤什蒂鄉（羅馬尼亞語：Comuna Grumăzești, Neamț），是羅馬尼亞的鄉份，位於該國東北部，由尼亞姆茨縣負責管轄，面積40平方公里，海拔高度342米，2007年人口5,496，人口密度每平方公里138人。